# Gloria Stuart
Gloria Frances Stewart (tên khai sinh Gloria Stewart – nghệ danh Gloria Stuart; 4 tháng 7 năm 1910 – 26 tháng 9 năm 2010) là một diễn viên điện ảnh và sân khấu, nghệ sĩ thị giác và nhà hoạt động xã hội người Mỹ. Xuất thân từ Nam California, bà khởi nghiệp diễn xuất tại trường trung học vào thập niên 1920 và trên sân khấu vào thập niên 1930 và 1940 tại rạp nhỏ và sân khấu hè tại Los Angeles và thành phố New York. Bà kí một hợp đồng với Universal Pictures năm 1932, và diễn xuất cho một số phim cho xưởng phim, bao gồm The Old Dark House (1932), The Invisible Man (1933) và The Three Musketeers (1939).
Năm 1945, sau khi kết thúc hợp đồng với 20th Century Fox, Stuart rời bỏ nghiệp diễn xuất để chuyển sang làm nghệ sĩ thợ in và làm tranh, in lụa, Bonsai và découpage trong năm thập kỉ. Bà trở lại diễn xuất vào cuối năm 1970 trong một số phim như My Favorite Year (1982) và Wildcats (1986) của Richard Benjamin. Stuart đã quay trở lại rạp chiếu ấn tượng khi bà được tuyển vai Rose Dawson Calvert lúc già 101 tuổi trong Titanic của James Cameron năm 1997. Diễn xuất của Stuart giúp đem về cho bà một giải thưởng của Nghiệp đoàn Diễn viên Màn ảnh và một đề cử giải Oscar cho nữ diễn viên phụ xuất sắc nhất. Nhận đề cử vào năm 87 tuổi, bà hiện là người lớn tuổi nhất từng nhận đề cử Oscar cho diễn xuất. Bộ phim cuối cùng bà đóng là Land of Plenty (2004) của Wim Wenders trước khi bà qua đời năm 2010 ở tuổi 100.
Ngoài sự nghiệp diễn xuất và nghệ thuật, Stuart là nhà hoạt động môi trường và một trong những thành viên sáng lập Nghiệp đoàn Diễn viên Màn ảnh

## Thời thơ ấu

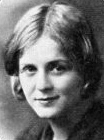
Stuart thời học trung học năm 1927.

Stuart có tên khai sinh là Gloria Stewart, sinh lúc 11 giờ tối vào ngày 4 tháng 7 trên bàn bếp của gia đình tại Santa Monica, California. Bà là con gái của Frank Stewart và Alice Deidrick. Cha của Stuart, Frank Stewart sinh tại tiểu bang Washington là một luật sư đại diện cho sáu công ty của người Trung Quốc tại San Francisco. Em trai Stuart là Frank Jr. ra đời mười một tháng sau bà. Trong hai năm, khi em trai bà Thomas sinh ra thì đã qua đời vì viêm màng não năm ba tuổi.
Năm Stuar 9 tuổi, cha bà đã qua đời vì nhiễm trùng sau khi bị một chiếc xe hơi cán qua chân. Bà cũng bị đuổi khỏi trường sau khi đá giáo viên. Khó khăn để nuôi hai đứa con nhỏ, mẹ bà đã sớm chấp nhận lời cầu hôn từ nhà doanh nhân địa phương Fred J. Finch. Stuart phải đến trường học với cái tên Gloria Fae Finch.
Stuart biểu diễn trong các vở kịch tại nhà hát Golden Bough và làm thành viên của báo The Carmelite. Bà đã tạo ra những chiếc tạp dề bằng tay, gối và khăn trải giường, làm ra những bó hoa khô cho một cửa hàng trà, trong đó bà còn làm phục vụ bàn. Vợ chồng Newell và Stuart trong một xưởng ở giữa sân gỗ và làm người gác đêm.

## Sự nghiệp nghệ thuật
Sau khi từ bỏ nghiệp diễn xuất năm 1945, Stuart đến New York cùng chồng Sheekman ợi Paramount đưa ông đến để xem vở kịch mới Dream Girl và muốn ông chuyển thể nó lên màn ảnh. Một người bạn đưa Stuart đến xưởng của một nghệ sĩ découpage và dạy bà vẽ nghệ thuật, từ đó Stuart nghĩ nó có thể thay thế sự nghiệp diễn xuất của bà. Với sự động viên của Sheekman, bà mở một cửa hàng trên dãy phố trang trí ở Los Angeles và đặt tên là Décor, Ltd. Stuart tạo ra những chiếc đèn, gương, bàn và tủ theo phong cách và một vài đồ trang trí khác theo phong cách découpage.

## Sự nghiệp diễn xuất

### Điện ảnh
- Ghi chú: Một số nguồn ghi Back Street (1932) không có trong danh sách phim của Stuart; kể từ khi Stuart không đề cập phim trong sách của cô, và vì bà không có tên trong Back Street, nên bộ phim này không có trong danh sách dưới đây.

| Năm  | Tên phim                                    | Vai diễn                 | Ghi chú |
| ---- | ------------------------------------------- | ------------------------ | --- |
| 1932 | Street of Women                             | Doris 'Dodo' Baldwin     | |
| 1932 | The All American                            | Ellen Steffens           | |
| 1932 | The Old Dark House                          | Margaret Waverton        | |
| 1932 | Air Mail                                    | Ruth Barnes              | |
| 1933 | Laughter in Hell                            | Lorraine                 | |
| 1933 | Sweepings                                   | Phoebe                   | |
| 1933 | Private Jones                               | Mary Gregg               | |
| 1933 | The Kiss Before the Mirror                  | Lucy Bernsdorf           | |
| 1933 | The Girl in 419                             | Mary Dolan               | |
| 1933 | It's Great to Be Alive                      | Dorothy Wilton           | |
| 1933 | Secret of the Blue Room                     | Irene von Helldorf       | |
| 1933 | The Invisible Man                           | Flora Cranley            | |
| 1933 | Roman Scandals                              | Princess Sylvia          | |
| 1934 | Beloved                                     | Lucy Tarrant Hausmann    | |
| 1934 | I Like It That Way                          | Anne Rogers/Dolly Lavern | |
| 1934 | I'll Tell the World                         | Jane Hamilton            | |
| 1934 | The Love Captive                            | Alice Trask              | |
| 1934 | Here Comes the Navy                         | Dorothy                  | |
| 1934 | Gift of Gab                                 | Barbara Kelton           | |
| 1935 | Maybe It's Love                             | Bobby Halevy             | |
| 1935 | Gold Diggers of 1935                        | Ann Prentiss             | |
| 1935 | Laddie                                      | Pamela Pryor             | |
| 1935 | Professional Soldier                        | Countess Sonia           | |
| 1936 | The Prisoner of Shark Island                | Mrs. Peggy Mudd          | |
| 1936 | The Crime of Dr. Forbes                     | Ellen Godfrey            | |
| 1936 | Poor Little Rich Girl                       | Margaret Allen           | |
| 1936 | 36 Hours to Kill                            | Anne Marvis              | |
| 1936 | The Girl on the Front Page                  | Joan Langford            | |
| 1936 | Wanted! Jane Turner                         | Doris Martin             | |
| 1937 | Girl Overboard                              | Mary Chesbrooke          | |
| 1937 | The Lady Escapes                            | Linda Ryan               | |
| 1937 | Life Begins in College                      | Janet O'Hara             | |
| 1938 | Change of Heart                             | Carol Murdock            | |
| 1938 | Rebecca of Sunnybrook Farm                  | Gwen Warren              | |
| 1938 | Island in the Sky                           | Julie Hayes              | |
| 1938 | Keep Smiling                                | Carol Walters            | |
| 1938 | Time Out for Murder                         | Margie Ross              | |
| 1938 | The Lady Objects                            | Ann Adams Hayward        | |
| 1939 | The Three Musketeers                        | Queen Anne               | |
| 1939 | Winner Take All                             | Julie Harrison           | |
| 1939 | It Could Happen to You                      | Doris Winslow            | |
| 1943 | Here Comes Elmer                            | Glenda Forbes            | |
| 1944 | The Whistler                                | Alice Walker             | |
| 1944 | Enemy of Women                              | Bertha                   | |
| 1946 | She Wrote the Book                          | Phyllis Fowler           | |
| 1975 | The Legend of Lizzie Borden                 | Store customer           | Phim truyền hình |
| 1975 | Adventures of the Queen                     | Female passenger         | Phim truyền hình |
| 1976 | Flood!                                      | Mrs. Parker              | Phim truyền hình |
| 1977 | In the Glitter Palace                       | Mrs. Bowman              | Phim truyền hình |
| 1978 | Battered                                    |                          | Phim truyền hình |
| 1979 | The Incredible Journey of Doctor Meg Laurel | Rose Hooper              | Phim truyền hình |
| 1979 | The Best Place to Be                        |                          | Phim truyền hình |
| 1979 | The Two Worlds of Jennie Logan              | Roberta                  | Phim truyền hình |
| 1980 | Fun and Games                               | Terri                    | Television film |
| 1981 | The Violation of Sarah McDavid              | Mrs. Fowler              | Television film |
| 1981 | Merlene of the Movies                       | Evangeline Eaton         | Phim truyền hình |
| 1982 | My Favorite Year                            | Mrs. Horn                | |
| 1984 | Mass Appeal                                 | Mrs. Curry               | |
| 1985 | There Were Times, Dear                      |                          | Phim truyền hình |
| 1986 | Wildcats                                    | Mrs. Connoly             | |
| 1988 | Shootdown                                   | Gertrude                 | Phim truyền hình |
| 1989 | She Knows Too Much                          | Kiki Watwood             | Phim truyền hình |
| 1997 | Titanic                                     | Rose Dawson Calvert      | Giải SAG cho nữ diễn viên phụ xuất sắc nhất (chia sẻ với Kim Basinger cho L.A. Confidential) Giải Sao Thổ cho nữ diễn viên phụ xuất sắc nhất Giải Hiệp hội phê bình phim thành phố Kansas cho nữ diễn viên phụ xuất sắc nhất Giải của Hội phê bình phim online cho nữ diễn viên phụ xuất sắc nhất Đề cử – Giải Oscar cho nữ diễn viên phụ xuất sắc nhất Đề cử – Giải Quả cầu vàng cho nữ diễn viên điện ảnh phụ xuất sắc nhất Đề cử – Giải của Hiệp hội phê bình phim Los Angeles cho nữ diễn viên phụ xuất sắc nhất (thứ 2) Đề cử –Giải Hội đồng Circuit cho nữ diễn viên phụ xuất sắc nhất |
| 1999 | The Love Letter                             | Eleanor                  | |
| 1999 | The Titanic Chronicles                      | Helen Bishop             | Lồng tiếng |
| 2000 | The Million Dollar Hotel                    | Jessica                  | |
| 2000 | My Mother, the Spy                          | Grandma                  | Phim truyền hình |
| 2001 | Murder, She Wrote: The Last Free Man        | Eliza Hoops              | Phim truyền hình |
| 2004 | Land of Plenty                              | Old lady                 | |

### Truyền hình
| Năm       | Sê-ri               | Vai             | Ghi chú |
| --------- | ------------------- | --------------- | ------- |
| 1975      | The Waltons         | Saleswoman      | 1 tập   |
| 1980      | Enos                | Lilly           | 1 tập   |
| 1983      | Manimal             | Bag Lady        | 1 tập   |
| 1987      | Murder, She Wrote   | Edna Jarvis     | 1 tập   |
| 2001      | The Invisible Man   | Madeline Fawkes | 1 tập   |
| 2001      | Touched by an Angel | Grams           | 1 tập   |
| 2002–2003 | General Hospital    | Catherine       | 2 tập   |
| 2003      | Miracles            | Rosanna Wye     | 1 tập   |

## Đời tư
Stuart kết hôn hai lần: lần đầu với Blair Gordon Newell (1930–1934) và sau đó với Arthur Sheekman từ 1934 đến khi ông qua đời năm 1978 vì nhồi máu cơ tim. Stuart sinh hạ một con gái cho Sheekman là Sylvia Vaughn Thompson năm 1935. Sau đó Stuart hẹn hò với nghệ sĩ Ward Ritchie từ 1983 đến khi ông qua đời năm 1996 vì ung thư tuyến tụy.
Stuart là một Đảng viên Đảng Dân chủ suốt đời. Năm 1938 với vai trò thành viên trong Ủy ban Dân chủ Hollywood, bà được bầu vào Ủy ban chấp hành của Ủy ban Dân chủ tiểu bang California. Bà cũng là người sống sót sau căn bệnh ung thư vú khi được chẩn đoán vào thập niên 70. Bà được phẫu thuật u và sau đó là xạ trị, căn bệnh của Stuart sau đó không tái phát nữa.

## Những năm cuối đời
Stuart được chẩn đoán ung thư phổi năm 94 tuổi, nhiều thập niên sau khi bà bỏ hút thuốc. Cho đến thời điểm đó, bà tận hưởng sức khỏe tốt dù đã cao tuổi ngoài việc dùng cortisone chữa đau đầu gối. Bà đã trải qua đợt điều trị phóng xạ, nhưng lúc ung thư trở lại bà phải trải qua một đợt xạ trị ngắn hơn. Căn bệnh tiếp tục lan nhưng chậm đi. Bà sống thêm sáu năm sau chẩn đoán đầu tiên và đạt ngưỡng thọ bách niên. Stuart qua đời vào buổi trưa ngày 26 tháng 9 năm 2010 vì suy hô hấp, thân thể của bà được đem hỏa táng.